# Kleinlangheim
Kleinlangheim là một đô thị thuộc huyện Kitzingen trong bang Bayern của nước Đức.